# Kuldscha bioerraria
Kuldscha bioerraria là một loài bướm đêm trong họ Geometridae.